# صبا (اسم)
صبا هو اسم علم شخصي مؤنث عربي، ومعناه الشوق والصغر والميل إلى جهل الصبية. وهو اسم مشهور في الدول العربية، ويسمى أيضا للذكور في إيران.

## الشخصيات
- صبا مبارك ممثلة أردنية
- صبا امتياز صحفية باكستانية
- صبا الفاهوم ناشطة نسوية فلسطينية
- صبا الراعي متسابقة دراجات هوائية سورية
- صبا الكاشاني شاعر إيراني
- صبا إبراهيم ممثلة عراقية
- صبا آزاد ممثلة هندية
- صبا حميد ممثلة باكستانية
- صبا عودة صحفية وسيدة أعمال لبنانية
- صبا عزيز لاعبة كرة مضرب باكستانية
- صبا كريم لاعب كريكت هندي
- صبا محمود عالمة انسان باكستانية أمريكية
- صبا مدور مذيعة سورية